# Барокова лютня

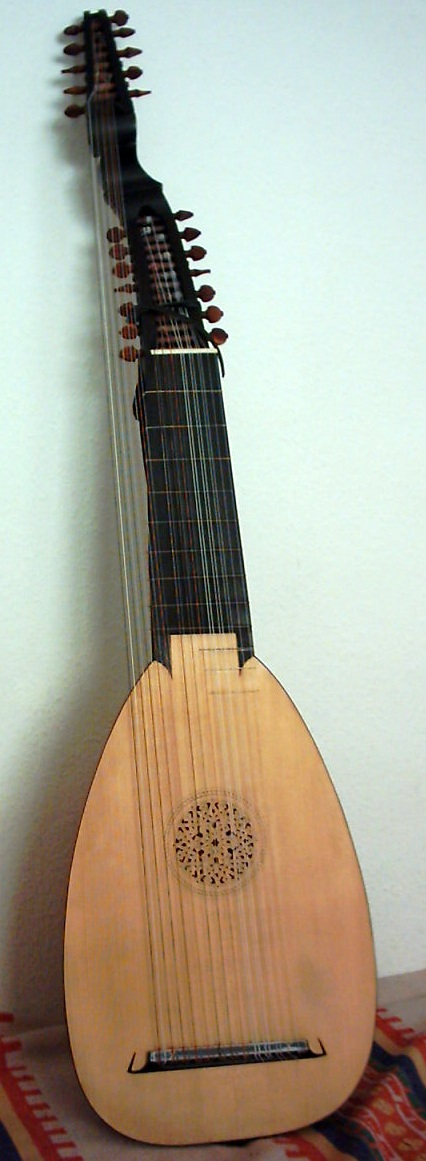
Тринадцятихорова барокова лютня

Барокова лютня – термін, що стосується лютневих інструментів епохи бароко, таких як: німецька барокова лютня, французька барокова лютня, архилютня, теорба, мандора. Вони відрізняються від лютень попередніх епох більшою кількістю хорів (пар струн), а також часто подвійною або розширеною головкою. Барокова лютня, що спочатку використовувалася для виконання сольного репертуару, наприкінці епохи була зведена до інструмента майже виключно акомпаніаторського (реалізуючого техніку basso continuo) і з часом була замінена клавішними інструментами.

## Історія та конструкція
Наприкінці епохи Відродження в будові лютні відбулися значні зміни. З розвитком музичного репертуару зростала потреба в інструментах з більшим масштабом. Поступово збільшувалась кількість хорів з 6–8 в класичній ренесансній лютні до 13 (хоча лютні з більшою кількістю хорів траплялися рідко, барокові торбани зазвичай мали від 14 до 19 окремих хорів). Залежно від кількості бурдонних струн, найбільш поширеними бароковими лютнями є:
- 10-хорна лютня була перехідною формою між ренесансною та бароковою лютнею і була основою для перехідних строю .
- 11-хорна лютня (так звана французька лютня) була основним типом лютні, який використовувався у Франції до кінця XVII століття.
- 12-хорна лютня набула популярності в Нідерландах і Великій Британії. Вона мала другу головку, що дозволяла подовжити чотири найнижчі хори.
- 13-хорна лютня (так звана німецька), розроблена в Німеччині близько 1720 року, існувала в двох варіантах: з басовим подовженням (англ. bass rider) для струн 12-13 як розширення лютні з 11 хорами, а також з так званою "лебединою шиєю" (англ. swan neck), яка мала дві або три додаткові головки, що підтримували хори 9-13.

Барокові лютні також характеризувалися досить великими розмірами резонансної коробки (деякі з них мали навіть до трьох резонансних отворів), а отже, глибоким і потужним басовим звучанням.

## Стрій
Барокова лютня відрізняється від ренесансної лютні передусім строєм. Наприкінці епохи Ренесансу почала відбуватися поступова еволюція налаштування лютні, пов'язана з виникненням музики, що мала ознаки нового стилю — бароко. Після численних експериментів, універсальним став стрій у тональності ре-мінор.